# Camembert, Orne
Camembert är en kommun i departementet Orne i regionen Normandie i nordvästra Frankrike. Kommunen ligger i kantonen Vimoutiers som tillhör arrondissementet Argentan. År 2022 hade Camembert 169 invånare.
Kommunen är mest känd för Camembertosten, utvecklad av Marie Harel. I byn Camembert finns ett ostmuseum.

## Befolkningsutveckling
Antalet invånare i kommunen Camembert
| Referens: INSEE |

## Galleri

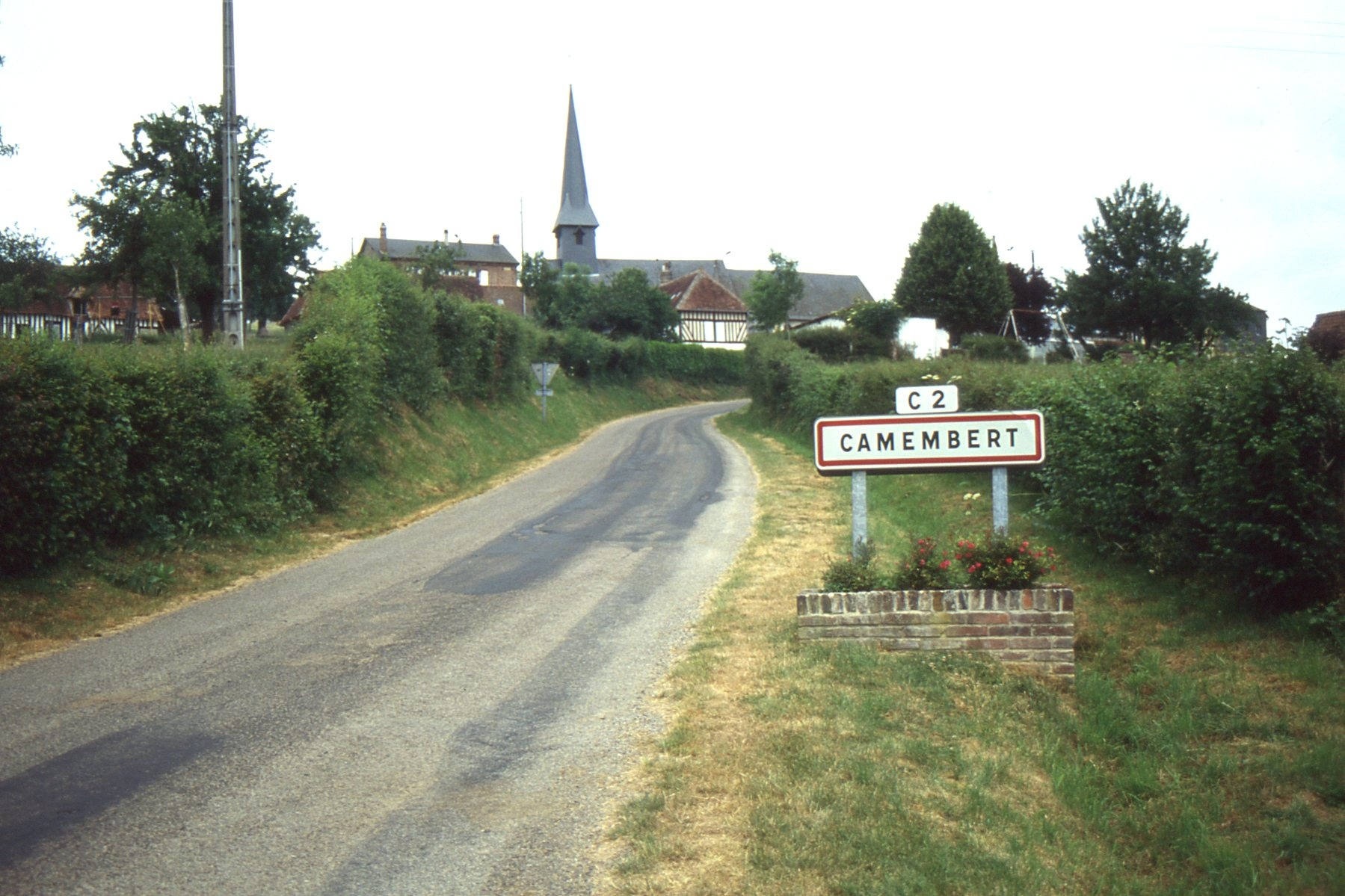
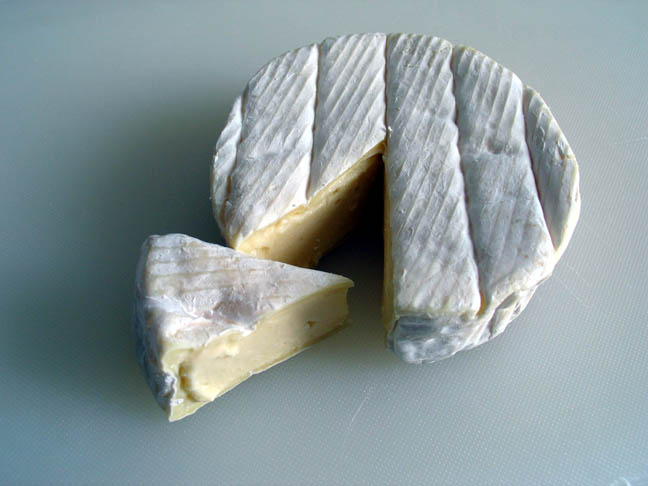
Camembertost